# Charly Delwart
Charly Delwart est un écrivain et scénariste belge francophone né en 1975.

## Biographie
En 2023 il écrit l'album jeunesse Le Nouvel Arrivant, sur des illustrations  de Delphine Perret. Pour Télérama  : « le livre décrit les faits et gestes d’un bébé surgi dans un foyer. [...] Un album d’une allègre justesse, mordant et affectueux, aussi léger que profond. »
Il est l'auteur de la série de romans jeunesse illustrés par Ronan Badel, Les Aventures de moi-même. Le premier tome Journal de ma fugue est publié en 2021. Pour l'avis critique de Télérama : « Charly Delwart a l’art de faire rire en mêlant fantaisie, rigueur parfois cruelle de l’observation et tendresse, toujours. De cette singulière alchimie, soutenue par le crayon espiègle d’un illustrateur au diapason, naît un roman d’initiation extrêmement drôle, mais plus sérieux qu’il n’y paraît ». En 2022 sort le deuxième opus Journal du grand amour, et 
le troisième en 2023 Journal de ma manif.

## Œuvres

### Romans
- Circuit, Paris, Éditions du Seuil, coll. « Fiction & Cie », 2007, 346 p. (ISBN 978-2-02-091458-1)[5],[6],[7] - Prix de la première œuvre de la Communauté française

- L'Homme de profil même de face, Paris, Éditions du Seuil, coll. « Fiction & Cie », 2010, 167 p. (ISBN 978-2-02-101260-6)
- Citoyen Park, Paris, Éditions du Seuil, coll. « Fiction & Cie », 2012, 486 p. (ISBN 978-2-02-105954-0)[8],[9]
- Chut, Paris, Éditions du Seuil, coll. « Fiction & Cie », 2015, 171 p. (ISBN 978-2-02-121923-4)[10],[11],[12],[13],[14]
- Databiographie, Paris, Flammarion, 2019, 337 p. (ISBN 978-2-08-147971-5)[15],[16],[17],[18]
- Le Grand Lézard, Paris, Flammarion, 2021, 256 p.  (ISBN 9782081469402)[19],[20],[21],[22]
- Que ferais-je à ma place ?, Paris, Flammarion, 208 p.  (ISBN 978-2080429148)[23],[24]

### Livres jeunesse
- Tu préfères quoi ?, illustré par Camille de Cussac, Paris, Marcel et Joachim, 2018, 72 p. (ISBN 979-10-92304-55-8)

- Mais ils sont où ?, illustré par Elo, Paris, Marcel et Joachim, 2019, 16 p.  (ISBN 979-1092304763)
- Tu crois quoi ?, illustré par Camille de Cussac, Marcel et Joachim, 2020, 72 p.  (ISBN 979-1092304794)
- Dodo !, illustré par Marguerite Courtieu, Paris, Marcel et Joachim, 2021, 44 p.  (ISBN 979-1092304954)
- Mais ils font quoi ?, illustré par Elo, Paris, Marcel et Joachim, 2021, 16 p.  (ISBN 979-1092304947)
- Tu connais quoi à la vie ?, illustré par Camille de Cussac, Paris, Marcel et Joachim, 2021, 144 p.  (ISBN 978-2-38307-013-9)

- série Les Aventures de moi-même, illustrée par Ronan Badel, Paris, Flammarion Jeunesse

1. Journal de ma fugue, 2021, 144 p.  (ISBN 9782080205957)[2]
2. Journal du grand amour, 2022, 144 p.  (ISBN 978-2080272966)[3]
3. Journal de ma manif[4], 2023

- Le Nouvel Arrivant[1], illustré par Delphine Perret, Paris, Marcel et Joachim, 2023, 80 p.  (ISBN 978-2383070467)

## Filmographie
- 2023 : Sous contrôle (série), création et scénario[25],[26]
- 2019 : Damien veut changer le monde, collaboration au scénario